# 沖縄県の廃止市町村一覧
沖縄県の廃止市町村一覧（おきなわけんのはいししちょうそんいちらん）は、沖縄県（占領下では琉球政府とその前身）における町村制施行（1908年4月1日）後に、市町村合併や他の自治体に統合されることなどにより廃止した市町村の一覧である。単なる名称の変更は対象としない。
- 区町村が「町制」・「市制」を施行し町・市となるケース
  - 「市町村」以外の表記名を変更しなかった自治体は一覧に含まれない。（例：豊見城村→豊見城市）
  - 町制・市制を施行した際に名称を変更した場合も一覧に含まれない。
- 市町村が名称変更した場合は一覧に含まれない。
- 所属郡が変更になった場合は一覧に含まれない。
- 市町村合併で廃止した市町村のケース
  - 編入合併した場合の、存続市町村は廃止に当たらないので一覧に含まれない。
  - 編入合併した場合の、廃止した市町村は一覧に含まれる。
  - 新設合併した場合の、廃止した市町村は一覧に含まれる。
  - 新設合併した場合の、名称が残った市町村も一覧に含まれる。（例：旧・糸満町→新・糸満町）
- 分割や分立をしたケース
  - 分割で廃止した市町村は一覧に含まれる。（例：八重山村→石垣村、大浜村、竹富村、与那国村。八重山村は廃止）
  - 分立で存続した市町村は一覧に含まれない。（例：美里村の一部→石川市。美里村は存続）

## 1939年以前
- 八重山郡八重山村 （1914年4月1日）石垣村、大浜村、竹富村、与那国村に分割のため

## 1940年～1949年
- 島尻郡真壁村 （1946年4月1日）島尻郡三和村新設のため
- 島尻郡喜屋武村 （1946年4月1日）島尻郡三和村新設のため
- 島尻郡摩文仁村 （1946年4月1日）島尻郡三和村新設のため

## 1950年～1959年
- 首里市（1954年9月1日）那覇市に編入のため
- 島尻郡小禄村 （1954年9月1日）那覇市に編入のため
- 真和志市 （1957年12月17日）那覇市に編入のため

## 1960年～1969年
- 島尻郡（旧）糸満町 （1961年10月1日）島尻郡糸満町新設のため
- 島尻郡兼城村 （1961年10月1日）島尻郡糸満町新設のため
- 島尻郡高嶺村 （1961年10月1日）島尻郡糸満町新設のため
- 島尻郡三和村 （1961年10月1日）島尻郡糸満町新設のため
- 八重山郡大浜町 （1964年6月1日）石垣市に編入のため

## 1970年～1979年
- 国頭郡名護町 （1970年8月1日）名護市新設のため
- 国頭郡屋部村 （1970年8月1日）名護市新設のため
- 国頭郡羽地村 （1970年8月1日）名護市新設のため
- 国頭郡久志村 （1970年8月1日）名護市新設のため
- 国頭郡屋我地村 （1970年8月1日）名護市新設のため
- 国頭郡上本部村 （1971年1月11日）国頭郡本部町に編入のため
- コザ市 （1974年4月1日）沖縄市新設のため
- 中頭郡美里村 （1974年4月1日）沖縄市新設のため

## 1980年～1999年
この20年間に県内に廃止市町村なし

## 2000年～2019年
- 島尻郡仲里村 （2002年4月1日）島尻郡久米島町新設のため
- 島尻郡具志川村 （2002年4月1日）島尻郡久米島町新設のため
- 具志川市 （2005年4月1日）うるま市新設のため
- 石川市 （2005年4月1日）うるま市新設のため
- 中頭郡勝連町 （2005年4月1日）うるま市新設のため
- 中頭郡与那城町 （2005年4月1日）うるま市新設のため
- 平良市 （2005年10月1日）宮古島市新設のため
- 宮古郡城辺町 （2005年10月1日）宮古島市新設のため
- 宮古郡下地町 （2005年10月1日）宮古島市新設のため
- 宮古郡伊良部町 （2005年10月1日）宮古島市新設のため
- 宮古郡上野村 （2005年10月1日）宮古島市新設のため
- 島尻郡東風平町 （2006年1月1日）島尻郡八重瀬町新設のため
- 島尻郡具志頭村 （2006年1月1日）島尻郡八重瀬町新設のため
- 島尻郡玉城村 （2006年1月1日）南城市新設のため
- 島尻郡知念村 （2006年1月1日）南城市新設のため
- 島尻郡佐敷町 （2006年1月1日）南城市新設のため
- 島尻郡大里村 （2006年1月1日）南城市新設のため